# Tristana Moraleja
Tristana Moraleja Gómez (Lugo, 17 de agosto de 1971) es una política española, diputada por La Coruña en el Congreso durante la X y XII legislaturas.

## Biografía
Licenciada en Ciencias Económicas y Empresariales por la Universidad de Alcalá de Henares y máster en Administración Financiera y Tributaria por la Universidad de La Coruña. Comenzó a trabajar en la Junta de Galicia en 1999, donde ocupó distintos cargos en las consejerías de  Familia, Economía y Finanzas, Asuntos Sociales, Política Territorial o Trabajo.
En 2000 se incorporó al departamento económico y financiero del Puerto de La Coruña hasta que en 2003 aprobó las oposiciones y volvió a la administración autonómica. En 2009 fue nombrada jefa territorial de la Consejería de Economía e Industria de la Junta de Galicia en la provincia de La Coruña.
En 2011 inició su carrera política formando parte de la lista del Partido Popular en el municipio de Oleiros. En noviembre del mismo año fue elegida diputada por La Coruña en el Congreso de los Diputados, donde fue reelegida en 2016. Desde 2015 es concejala en el Ayuntamiento de Oleiros.